# Día cero (canción de La Oreja de Van Gogh)
Día cero es la segunda canción del álbum Cometas por el cielo y el tercer sencillo de éste. Fue la primera en ser emitida después del sencillo de La niña que llora en tus fiestas a través del programa de radio Del 40 al 1 de Los 40 Principales el 5 de septiembre de 2011. A finales de 2011 el grupo hizo una encuesta a los fanes para saber que canción preferían como segundo sencillo: Cometas por el cielo o Día cero. Esta última estaba ganando por un 55%, pero finalmente el grupo decidió cancelar dicha encuesta y eligieron como segundo sencillo a Cometas por el cielo. El 19 de abril de 2012 se publicó que Día cero sería la canción oficial de la Vuelta Ciclista a España 2012, además de ser el tercer sencillo de Cometas por el cielo.

## Acerca de la canción
Fue el mismo grupo quién eligió que fuese la segunda en que se escuchara. Dicha canción ayudó a desmentir que el disco fuese totalmente electrónico, ya que tiene un sonido muy diferente al de La niña que llora en tus fiestas.
De palabras del propio grupo, "Esta canción habla del amargor que deja una fuerte discusión. Sobre todo cuando se dicen cosas que nunca debieron decirse. Cuando llega el silencio y nos damos cuenta de que no teníamos razón buscamos que nos perdonen para aliviar el cargo de conciencia pero las palabras siguen revoloteando por ahí. 
Día cero desató un profundo debate dentro del grupo porque su primera versión era totalmente electrónica. Al final decidimos que la canción necesitaba que sonara más a grupo que nunca para apoyar y trasmitir mejor la fuerza de la historia. Acertamos. Nos encanta. Es una de nuestras preferidas."
A finales de agosto del 2012, fue elegida por los internautas como mejor canción del verano en el Espacio de Música de El Corte Inglés.

## Videoclip
El videoclip se estrenó en su cuenta de Youtube el día 7 de agosto del 2012. Fue rodado en las ruinas de los Quilmes, en Tucumán (Argentina), durante su gira por América.

## Posicionamiento en las listas
| Posición | 33 | 29 | 22 | 19 | 18 | 17 | 17 | 25 | 25 | 25 | 34 | 37 | 40 |

| Posición | 97 | 76 |

| Posición | 21 | 22 | 19 | 12 | 15 | 30 | 40 | 48 | 25 |